# Alain Danet
Alain Danet (ur. 24 czerwca 1931 w Paryżu, zm. 26 marca 2006 w Kenii) – francuski działacz sportowy, hokeista na trawie, członek honorowy Międzynarodowego Komitetu Olimpijskiego.

## Życiorys
Ukończył studia prawnicze. Pracował w sektorze reklamowym i dziennikarstwie, m.in. w „Le Figaro”. Uprawiał w młodości hokej na trawie.
Był wieloletnim działaczem Francuskiego Komitetu Olimpijskiego. Zasiadał we władzach tej instytucji, był m.in. skarbnikiem (1969), sekretarzem generalnym (1961), wiceprezydentem (1972). Kierował francuskimi misjami olimpijskimi na kolejnych igrzyskach w latach 1964–1980, przewodniczył komitetowi organizacyjnemu igrzysk olimpijskich w 2012 (kandydatura Paryża upadła jednak na rzecz Londynu). Dwukrotnie pełnił funkcję prezydenta Francuskiej Federacji Hokeja na Trawie (1960-1964, 1972-1980), w latach 1974-1980 stał na czele Europejskiej Federacji Hokeja na Trawie. Od 1991 był prezydentem Académie des Sports.
Oficer Narodowego Orderu Zasługi (Ordre national du Mérite, 1988), odznaczony m.in. Palmami Akademickimi (1990) i  Komandorią Legii Honorowej (2003). Otrzymał także odznaczenie bojowe za udział w walkach w Algierii w latach 50. XX w.
W 1968 był w gronie współzałożycieli Stowarzyszenia Europejskich Komitetów Olimpijskich i zasiadał w jego Komitecie Wykonawczym w latach 1993–1997. W 1992 został członkiem Komisji Prasowej Międzynarodowego Komitetu Olimpijskiego, a w 2000 otrzymał tytuł członka honorowego MKOl.
Był żonaty, miał dwoje dzieci.